# Музей Ваза
Музей Ва́за (швед. Vasamuseet) — морський музей у Стокгольмі, Швеція. Розташований на острові Юргорден. В музеї представлений майже повністю збережений 64-гарматний корабель Vasa XVII ст., який затонув у свій перший рейс в 1628 році. Музей Васа відкритий в 1990 році і, згідно з інформацією на офіційному сайті, є найвідвідуванішим музеєм Скандинавії. Разом з іншими музеями, такими як Стокгольмський морський музей, він належить до групи Шведських Національних морських музеїв.

## Історія
Корабель був побудований за наказом короля Швеції Густава II Адольфа в рамках військової експансії у війні з Річчю Посполитою (1621—1629). Він був побудований в Стокгольмі на військово-морської верфі і озброєний бронзовими гарматами. Корабель був багато оздоблений, і коли будівництво було завершено, став одним з найбільш потужно озброєних суден у світі. Але корабель був дуже нестабільним через надмірне навантаження озброєнням. Корабель затонув на глибині 32 м у свій перший рейс 10 серпня 1628 року. Про корабель забули, після того як більшість його цінних бронзових гармат були врятовані в XVII ст.. Після того, як він знову був знайдений в кінці 1950-х у безпосередній близькості від гавані Стокгольма, в 1961 році корабель був піднятий з води, з майже повністю вцілілим корпусом.
З кінця 1961 до 1988 року, Vasa розміщувався в тимчасовій споруді, яка називалася «Верф Ваза» (швед. Wasavarvet), де його обробили для консервації поліетиленгліколем. Відвідувачі могли споглядати корабель лише з двох рівнів, а максимальна відстань сягала лише 5 м. В 1981 році, шведський уряд вирішив, що музей необхідно розмістити в постійну будівлю, і серед архітекторів був проведений конкурс на найкращий проект. Загалом 384 архітекторів надіслали свої моделі. Серед них обрали переможця, якими стали швед. Marianne Dahlbäck і швед. Göran Månsson з проектом «Аск» (коробка). Новий музей, який розмістився на місці сухого доку старого морського двору, офіційно був відкритим 15 червня 1990 р..
Для відвідувачів у музеї «Вази» створено власний кінозал. У музеї можна подивитися фільм про те, як корабель був знайдений та піднятий, про проведення відновлювальних робіт та будівництво кораблів у ті далекі часи. Перед відвідувачами музею відтворений не тільки сам корабель, але ціла епоха, в яку він був побудований.

## Цікаві факти
На початку квітня 2023 року, згідно повідомлення інформаційного агентства США Associated Press, науковці США та Швеції підтвердили факт перебування жінки в момент катастрофи на борту військового корабля Vasa. У той трагічний день разом із судном на дно пішли близько 30 людей. Науковці вважають, що всі вони були членами екіпажу корабля, однак протягом багатьох років вони мали підозри, що на кораблі в той день була й жінка. Припущення ґрунтувались на зовнішньому вигляді стегнової кістки, знайденої на кораблі, про що сказав керівник досліджень у музеї «Ваза» Фред Хокер. Крім того, історик музею Ганна Марія Форсберг, заявила, що у XVII ст. жінки не могли бути частиною екіпажу шведського флоту, але могли перебувати на борту як гості. Моряки могли брати з собою жінок, окрім випадків, якщо корабель йшов у бій або збирався у далеку дорогу. «Таким чином, цілком імовірно, що вона була дружиною моряка, яка хотіла вирушити в першу подорож на цьому новому кораблі», — заявила науковця.

## Галерея

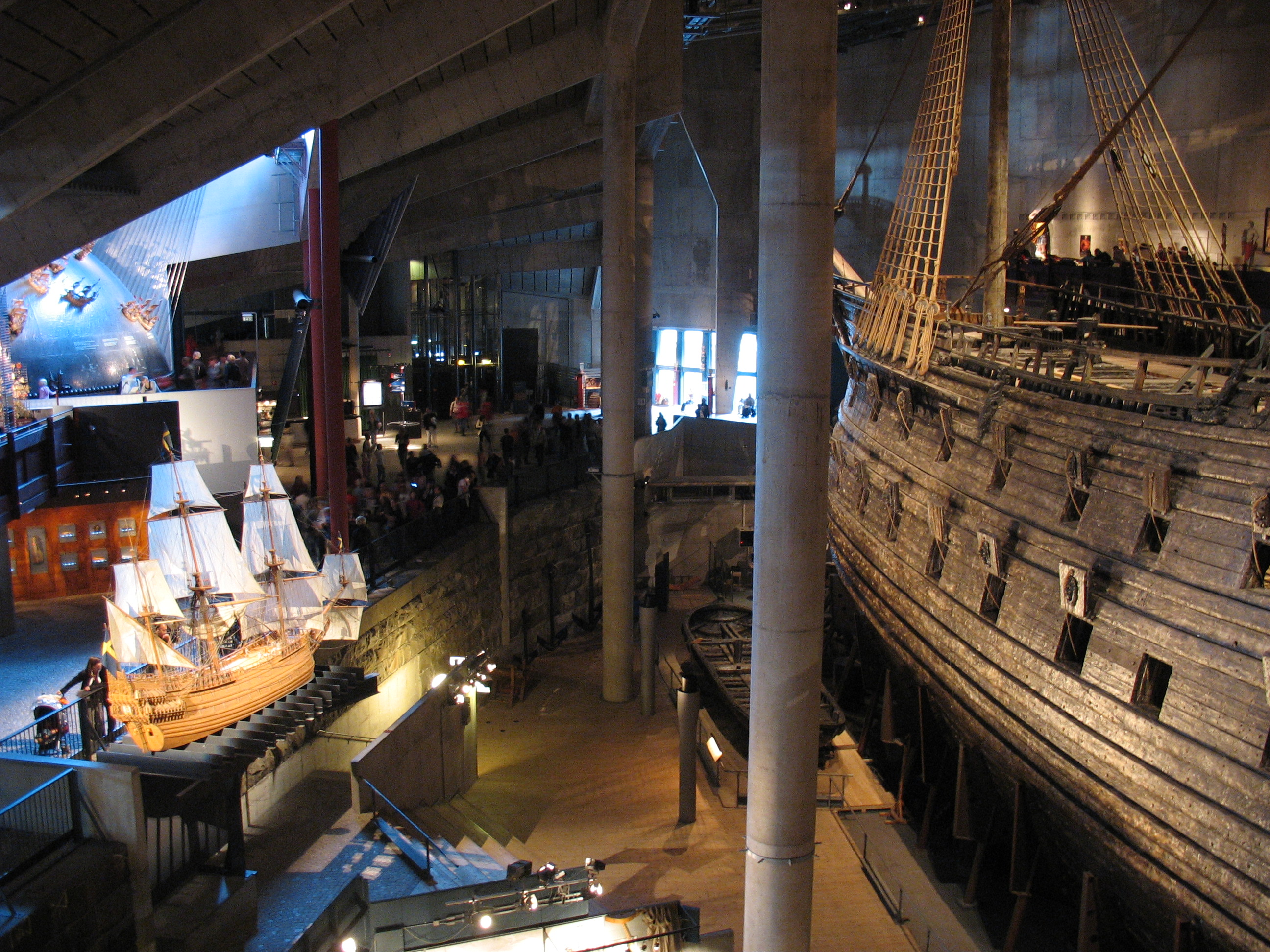
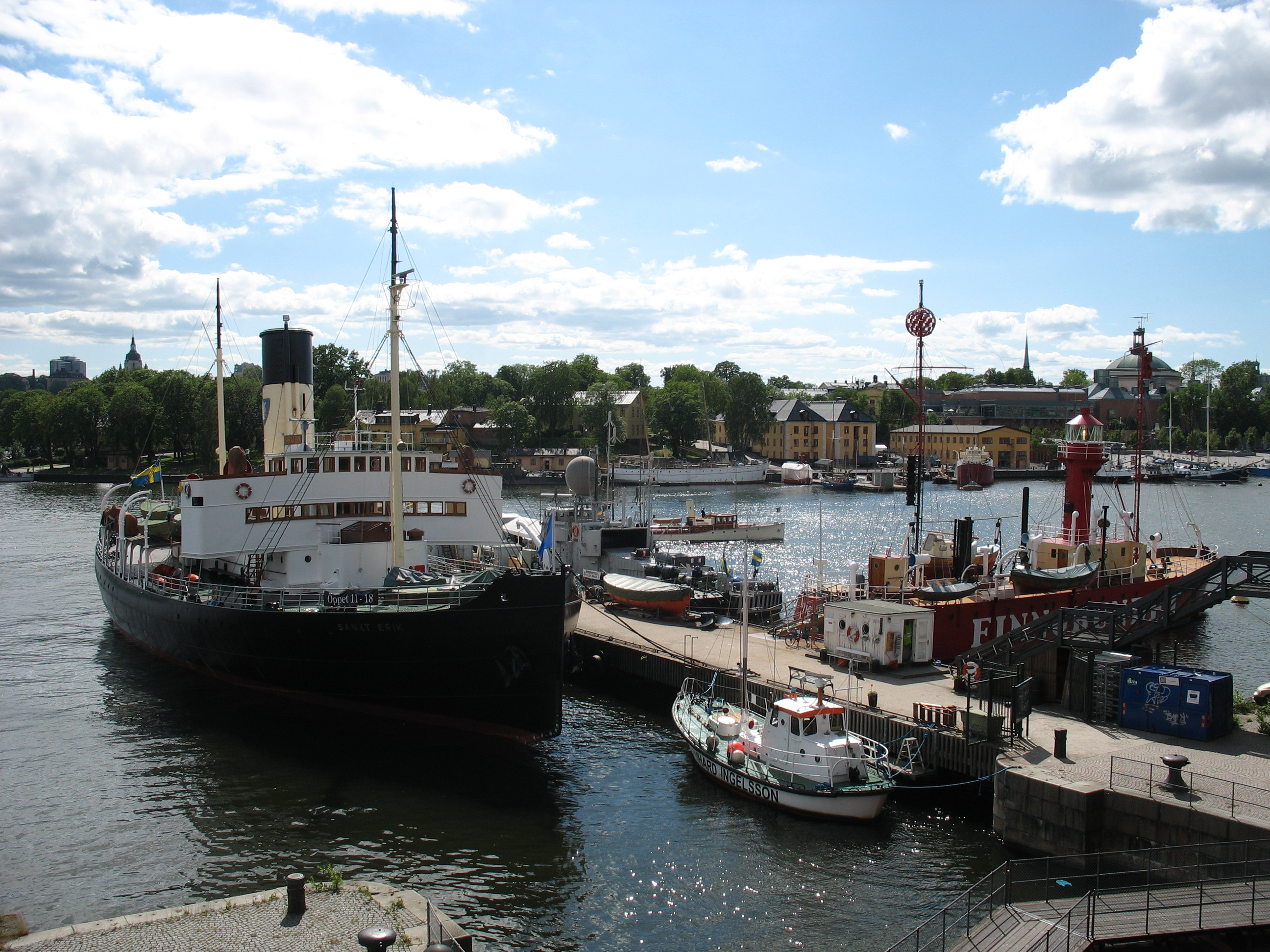
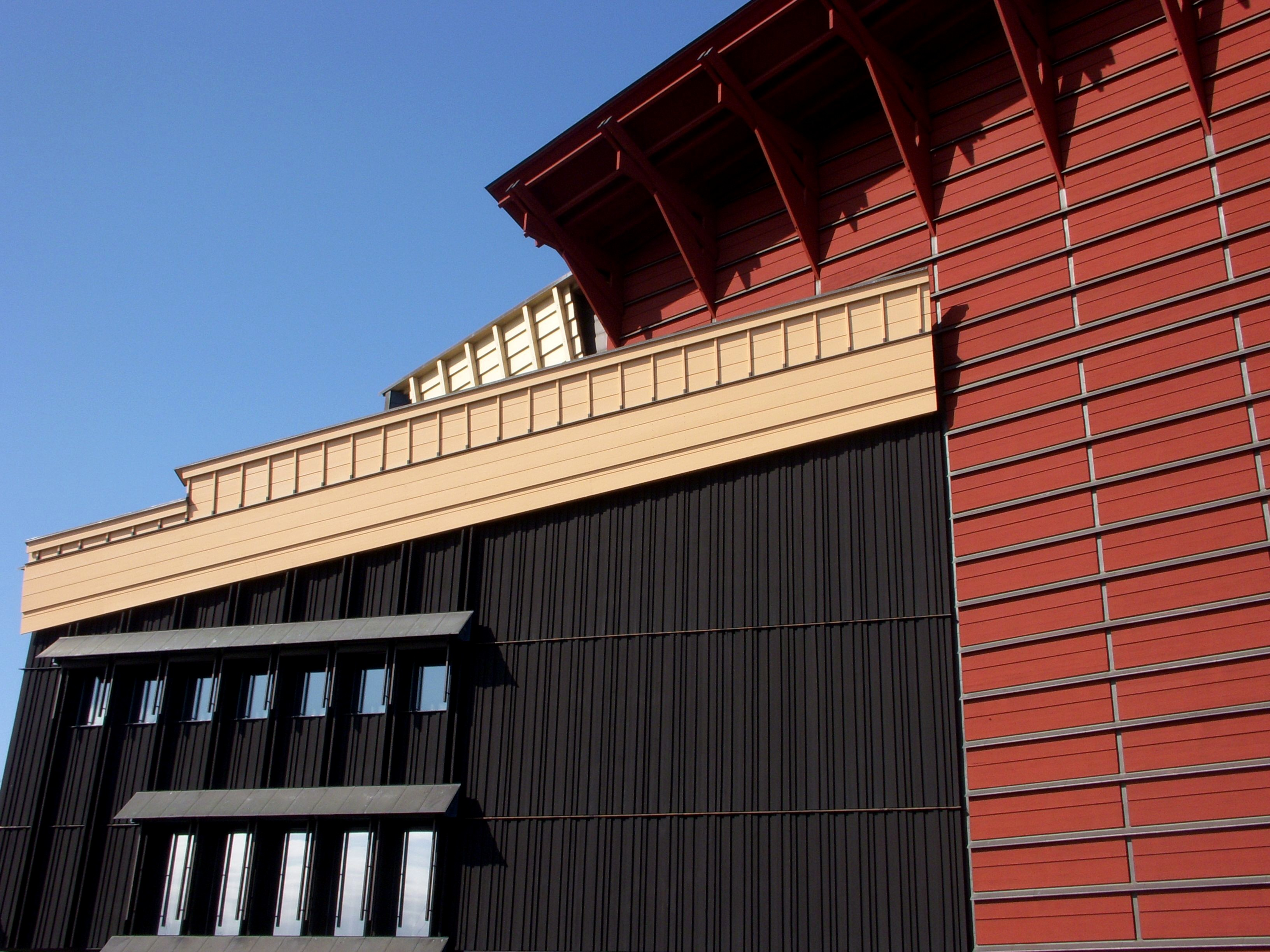
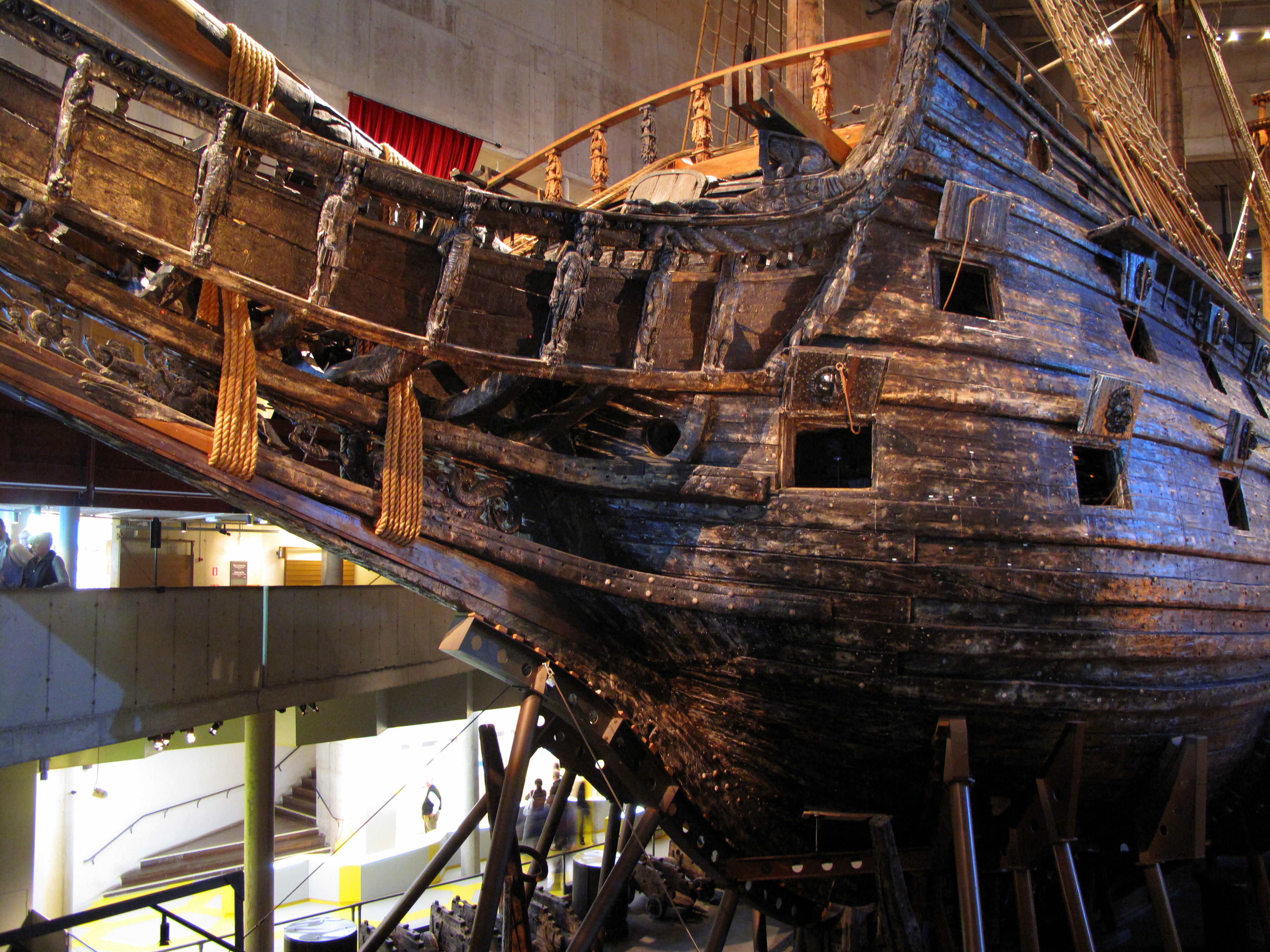
The Warship Vasa, bow side
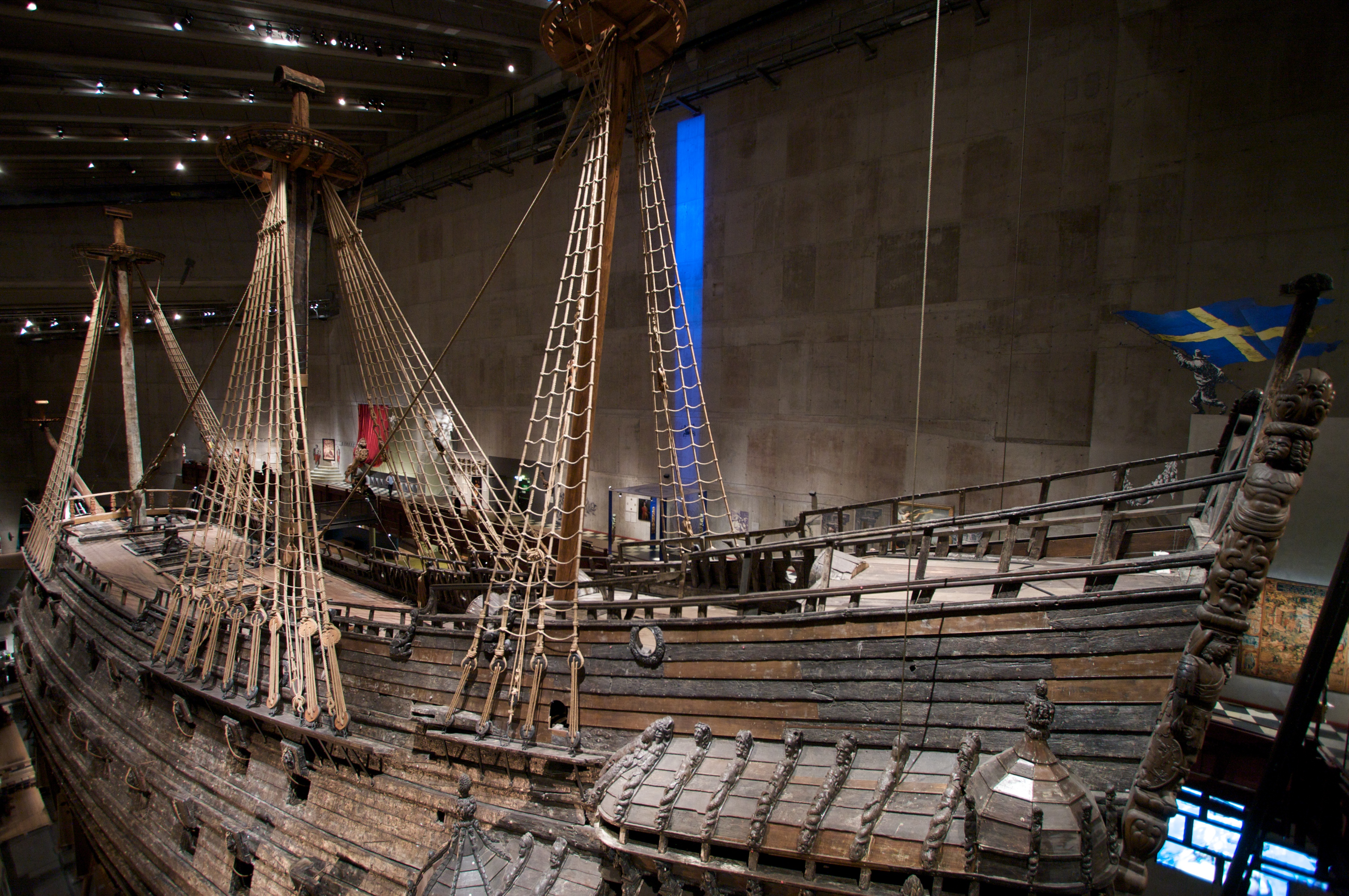
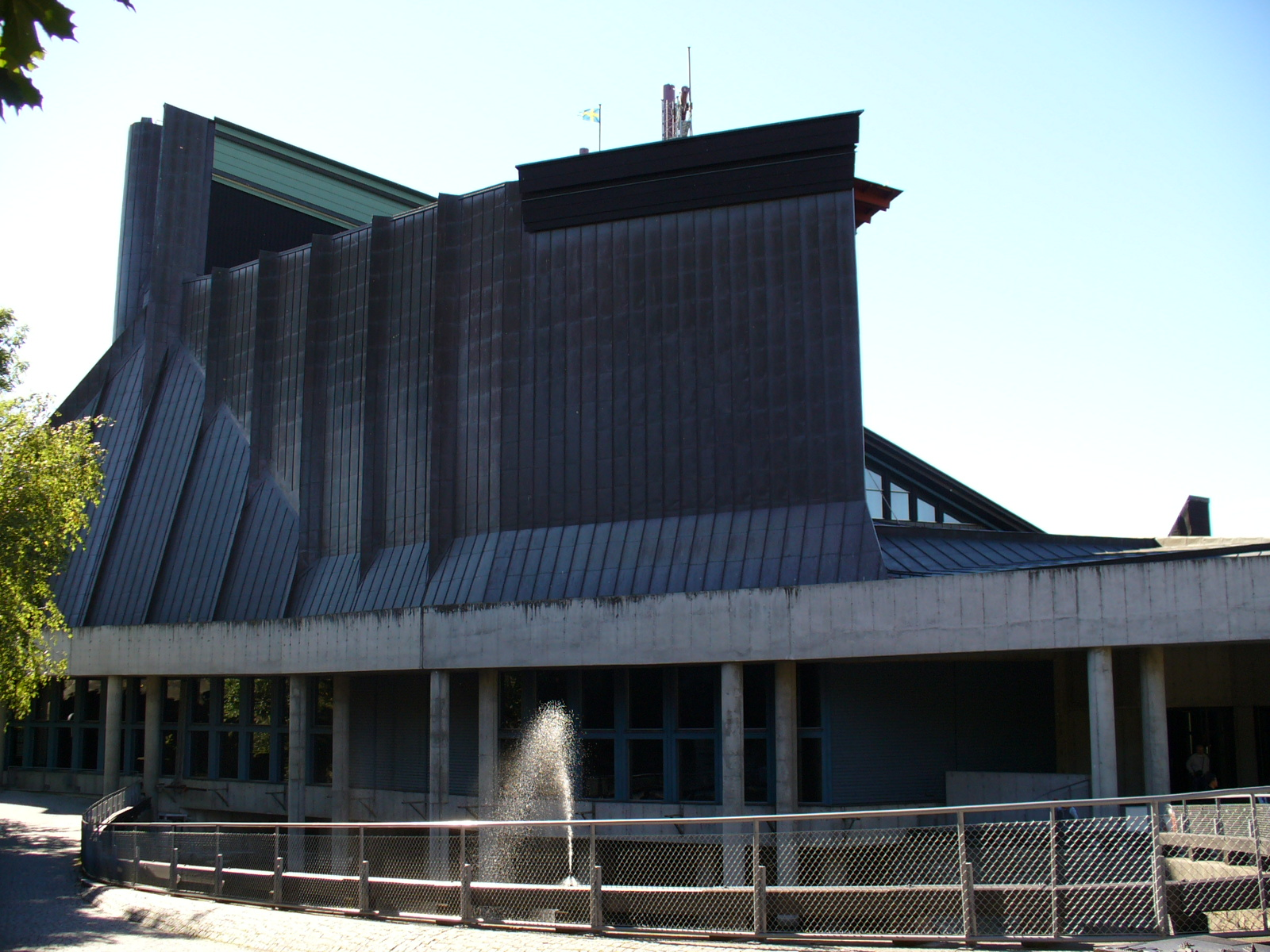

| Вишивка | Це незавершена стаття про культуру. Ви можете допомогти проєкту, виправивши або дописавши її. |